# Tití me preguntó
Tití me preguntó è un singolo del rapper portoricano Bad Bunny, pubblicato il 1º giugno 2022 e contenuto nell'album Un verano sin ti. La canzone è stata acclamata dalla critica musicale, con la rivista Rolling Stone che l'ha classificata come la migliore canzone del 2022.